# Canthonella leptoculata
Canthonella leptoculata är en skalbaggsart som beskrevs av Brett C.Ratcliffe och Smith 1999. Canthonella leptoculata ingår i släktet Canthonella och familjen bladhorningar. Inga underarter finns listade.